# 克拉姆尼克 (波蘭)
克拉姆尼克（波蘭語：Kramnik，發音：[ˈkramnik]）是波兰北部瓦爾米亞-馬祖里省戈烏達普縣杜貝寧基鄉的村莊，瀕臨與俄罗斯飛地加里宁格勒州的边境。坐落於杜貝尼基以東14（9英里）、戈乌达普以东30（19英里）和省首府奥尔什丁以東159（99英里）。